# Селвареле Басе (Терни)
Селвареле Басе је насеље у Италији у округу Терни, региону Умбрија.
Према процени из 2011. у насељу је живело 41 становника. Насеље се налази на надморској висини од 220 м.